# James Troisi
James Troisi (Adelaide, 3 juli 1988) is een Australisch voetballer van Italiaanse en Griekse afkomst. Hij debuteerde in 2008 in het Australisch voetbalelftal.

## Clubcarrière
James Troisi begon in 2007 aan zijn voetbalcarrière bij de Engelse topploeg Newcastle United FC. Daar kwam hij niet veel in actie en hij werd meteen verkocht aan Gençlerbirliği SK, waar hij vaker in actie kwam. Hij speelde linksmidden. In 2009 werd hij verkocht aan een andere Turkse club, Kayserispor. Vanaf het seizoen 2016/17 speelde Troisi voor de Australische club Melbourne Victory. In 2019 ging hij naar Adelaide United.
| Seizoen | Cclub               | Competitie           | Wed. | Goals |
| ------- | ------------------- | -------------------- | ---- | ----- |
| 2007/08 | Newcastle United    | Premier League       | 0    | 0     |
| 2008/09 | Gençlerbirliği SK   | Süper Lig            | 29   | 6     |
| 2009/10 | Kayserispor         | Süper Lig            | 23   | 0     |
| 2010/11 | Kayserispor         | Süper Lig            | 14   | 0     |
| 2011/12 | Kayserispor         | Süper Lig            | 27   | 10    |
| 2012/13 | Atalanta Bergamo    | Serie A              | 6    | 0     |
| 2013/14 | → Melbourne Victory | A-League             | 29   | 12    |
| 2014/15 | Juventus            | Serie A              | 0    | 0     |
| 2014/15 | → SV Zulte Waregem  | Eerste klasse        | 21   | 5     |
| 2015/16 | Juventus            | Serie A              | 0    | 0     |
| 2015/16 | → Ittihad FC        | Saudi Premier League | 8    | 0     |
| 2015/16 | Liaoning FC         | Super League         | 3    | 0     |
| 2016/17 | Melbourne Victory   | A-League             | 26   | 6     |
| 2017/18 | Melbourne Victory   | A-League             | 25   | 4     |

## Interlandcarrière
In 2008 werd Troisi voor het eerst opgeroepen voor het Australisch voetbalelftal. Hij maakte zijn debuut in 2008 tegen Singapore. Troisi vertegenwoordigde zijn vaderland eveneens bij de Olympische Spelen van 2008 in Beijing. Daar werd de selectie onder leiding van bondscoach Graham Arnold uitgeschakeld in de groepsronde na nederlagen tegen Ivoorkust (0–1) en Argentinië (0–1), en een gelijkspel tegen Servië (1–1). Tijdens het Aziatisch kampioenschap voetbal 2015 maakte hij in de finale het winnende doelpunt. Troisi nam in juni 2017 met Australië deel aan de FIFA Confederations Cup in Rusland, waar in de groepsfase eenmaal werd verloren en tweemaal werd gelijkgespeeld. In de wedstrijd tegen Chili op 25 juni 2017 maakte Troisi het Australische doelpunt (eindstand 1–1).

## Erelijst
Met  Australië
| Competitie              | Winnaar | Winnaar | Runner-up | Runner-up |
| Competitie              | Aantal  | Jaren   | Aantal    | Jaren     |
| ----------------------- | ------- | ------- | --------- | --------- |
| Internationaal          |         |         |           |           |
| Aziatisch kampioenschap | 1x      | 2015    | –         |           |